# Bolivia en los Juegos Olímpicos de Berlín 1936
Bolivia estuvo representada en los Juegos Olímpicos de Berlín 1936 por un deportista masculino que compitió en natación.
El portador de la bandera en la ceremonia de apertura fue el nadador Alberto Conrad. El equipo olímpico boliviano no obtuvo ninguna medalla en estos Juegos.

## Natación
| Atleta         | Evento                            | Eliminatoria | Eliminatoria | Semifinal    | Semifinal    | Final        | Final        |
| Atleta         | Evento                            | Tiempo       | Posición     | Tiempo       | Posición     | Tiempo       | Posición     |
| -------------- | --------------------------------- | ------------ | ------------ | ------------ | ------------ | ------------ | ------------ |
| Alberto Conrad | 100 metros estilo libre masculino | 1:17.5       | 45           | No clasificó | No clasificó | No clasificó | No clasificó |